# Hancockia uncinata
Hancockia uncinata är en snäckart som först beskrevs av Hesse 1872.  Hancockia uncinata ingår i släktet Hancockia och familjen Hancockiidae. Inga underarter finns listade i Catalogue of Life.